# José Fernando Sardina
José Fernando Sardina Santiago (Brañosera, 16 de septiembre de 1970) es un deportista español que compitió en golbol. Ganó una medalla de bronce en los Juegos Paralímpicos de Atlanta 1996.

## Palmarés internacional
| Juegos Paralímpicos | Juegos Paralímpicos      | Juegos Paralímpicos | Juegos Paralímpicos |
| Año                 | Lugar                    | Medalla             | Competición         |
| ------------------- | ------------------------ | ------------------- | ------------------- |
| 1996                | Atlanta (Estados Unidos) | Medalla de bronce   | Torneo masculino    |